# Municipio Tenancingo (Tlaxcala)
Koordinaten: 19° 9′ 0″ N, 98° 12′ 0″ W
Tenancingo ist ein Municipio im mexikanischen Bundesstaat Tlaxcala. Das Gemeindegebiet erstreckt sich über eine Fläche von 12,1 km², beim Zensus 2010 wurden 11.763 Einwohner im Municipio gezählt. Verwaltungssitz und größter Ort im Municipio ist das gleichnamige Tenancingo.

## Geographie
Das Municipio Tenancingo liegt im Südwesten des Bundesstaates einer Höhe von 2200 m bis 2400 m. Es zählt zur Gänze zur physiographischen Provinz der Sierra Volcánica Transversal. Das Municipio entwässert zur Gänze über den Río Balsas in den Pazifik. Mit 53 % der Gemeindefläche dominiert im Municipio der Alluvialboden, Bodentypen im Municipio sind Luvisol (36 %) und Cambisol (17 %). 47 % des Municipios werden von Siedlungen eingenommen, 35 % dienen dem Ackerbau, 18 % sind bewaldet.
Das Municipio Tenancingo grenzt an die Municipios Papalotla de Xicohténcatl und San Pablo del Monte sowie im Süden und Westen an den mexikanischen Bundesstaat Puebla.

## Bevölkerung
Beim Zensus 2010 wurden im Municipio 11.763 Menschen in 2.443 Wohneinheiten gezählt. Davon wurden 474 Personen als Sprecher einer indigenen Sprache registriert, darunter 389 Sprecher des Nahuatl. Knapp zehn Prozent der Bevölkerung waren Analphabeten. 4.055 Einwohner Tenancingos wurden als Erwerbspersonen registriert, wovon etwa 73 % Männer bzw. 4,3 % arbeitslos waren. 12,5 % der Bevölkerung lebten in extremer Armut.

## Orte
Das Municipio Tenancingo umfasst sechs bewohnte localidades, von denen lediglich der Hauptort vom INEGI als urban klassifiziert ist.
| Ort                             | Einwohner |
| Tenancingo                      | 11.636    |
| El Puente                       | 00.070    |
| Tepepantlalpa (Magdalena Reyes) | 00.027    |
| Concepción Acopilco             | 00.015    |
| Tecoac                          | 00.008    |
| La Renda                        | 00.007    |